# Uran-234
Uran-234 (234U nebo U-234) je jedním z izotopů uranu, vznikající jako produkt rozpadu 238U, který tvoří 0,005 5 % přírodního uranu; jeho poločas přeměny činí 245 500  roků a je tak přibližně 18 000 kratší než u 238U; poměr zastoupení 234U a 238U v přírodních vzorcích tak odpovídá jejich poločasům. 234U se tvoří tak, že nejprve 238U vyzáří částici alfa za vzniku 234Th. 234Th poté projde přeměnou beta minus za vzniku 234Pa nebo, s větší pravděpodobností, jeho jaderného izomeru 234mPa. Nakonec 234Pa nebo 234mPa projde další přeměnou beta minus za vzniku 234U.
Uran-234 se přeměňuje alfa rozpadem na thorium-230, pouze malá část (přibližně 2×10−9 %) projde spontánním štěpením.
Malá množství 234U lze z přírodního uranu získat postupem podobajícím se obohacování uranu; toto oddělování však obvykle nemá žádný chemický ani fyzikální význam. Čisté vzorky 234U lze získat pomocí chemických iontoměničů z plutonia-238, které alfa rozpadem vytváří uran-234.
Obohacený uran má větší zastoupení 234U než přírodní uran, protože je lehčí než uran-235 a koncentruje se tak ještě výrazněji. Obsah 234U v obohaceném palivu je přímo úměrný zvýšení obsahu 235, kdy 2 % 235U vedou k 150 g 234U na tunu materiálu a nejběžnější obohacování na 4,5 % 235U vede k obsahu 234U okolo 400 g na tunu. Zvýšený podíl 234U v obohaceném uranu je u dnešních jaderných reaktorů přijatelný. Přepracovaný uran má zastoupení 234U ještě vyšší, což představuje výhodu; jelikož 234U není štěpitelný, tak pohlcuje pomalé neutrony a vytváří tak 235U. Tento postup je mnohem účinnější než posloupnost reakcí 238U + n → 239Np → 239Pu.
Uran-234 má účinný průřez pro záchyt tepelných neutronů přibližně 100 barnů. Neštěpitelné izotopy 234U a 238U zachytávají v reaktorech neutrony a tvoří 235U a 239Pu. 234U se mění na 235U snadněji, a tak i rychleji, než 238U na 239Pu (přes neptunium-239), protože 238U má mnohem menší účinný průřez pro záchyt neutronů, kolem 2,7 barnů. Při reakci 234U + n → 235U se obsah 234U v palivu obohaceném na 4,5 % snižuje z 450 na 205 g/tunu, pokud je ozařováno 60GWd/tunu.
I reakce typu (n, 2n) využívající rychlé neutrony mohou přeměnit malá množství 234U na 235U., přeměna probíhá pomalu na rozdíl od rychlé reakce 234U s tepelnými neutrony. Vyhořelé jaderné palivo může obsahovat až 0,010 % 234U, téměř dvakrát více, než je jeho obsah v přírodním uranu. V ochuzeném uranu je podíl 234U mnohem menší, kolem 0,001 %, radioaktivita ochuzeného uranu je tak zhruba poloviční ve srovnání s přírodním. Přírodní uran má rovnovážný stav, kdy jsou koncentrace koncentrace 234U a 238U v takovém poměru, že oba izotopy mají stejnou aktivitu a rychlost tvorby 234U se tak rovná rychlosti jeho další přeměny.